# クエス・ファイブ
『クエス・ファイブ』は、テレビ東京系列局ほかで放送されていたテレビ東京製作のクイズ番組。全15回。テレビ東京系列局では2004年4月19日から同年8月23日まで放送。また、同年1月1日（木曜） 23:30 - 24:24 にも一度同系列局で『クイズクリエイトバトル クエス5』と題して放送されたことがある。

## 出演者

### 司会
- 名倉潤（ネプチューン）
- 前田真理子（テレビ東京アナウンサー） - 1月1日深夜のパイロット版に出演。
- ユンソナ - 4月19日からのレギュラー版に出演。

### ナレーター
- 皆口裕子

## 内容
パネリストは出題者5組と解答者4人で構成。出題者たちはスロットを使って答えとなる単語を決め、その単語が正解となるクイズを自らの知識を使って作成していた（辞書なども使っていいようである）。番組タイトルは、5つある問題の中から解答者が1つの答えを見出すという意味合いで付けられた。
最終的に持ち点がトップになった解答者には賞品を贈呈。賞品は宇宙に関する品が最も多かった。また、その回で最も良い問題を作った出題者には饅頭などの粗品を贈った。

### ルール（前期）
- 解答者は交代で各問題ごとにディーラーを務め、答えをスロットで無作為に決定する。
- ディーラーは出題者を1組選び、その出題者の作ったクイズがディーラー以外の3人の解答者に出題される。
- 解答者が正解できなかった場合、解答者は減点され、その分だけディーラーにポイントが与えられる。最初の持ちポイント、減点されるポイント＝ディーラーに与えられるポイントなどは回によって変わっている。当初は持ち点20点で誤答するたびに1点ずつ減点、後に持ち点100点で誤答すると10点ずつ減点。
- 不正解者がいた場合には再度出題者を1組選び、その出題者の作ったクイズを出題する。これを全員正解するか、5組全員のクイズが出題されるまで繰り返す。

### ルール（後期）
- 司会者が答えと出題順を無作為に決定する。
- 1人目の問題で正解した場合には50点獲得。2問目は40点、3問目は30点と、獲得できる点数が10点ずつ減っていく。

## 放送局
| 放送対象地域   | 放送局         | 系列           | 放送日時                                                                                                 | 備考       |
| -------------- | -------------- | -------------- | --- | ---------- |
| 関東広域圏     | テレビ東京     | テレビ東京系列 | 月曜 19:53 - 20:54 （2004年4月19日 - 2004年6月14日） 月曜 19:57 - 20:54 （2004年7月5日 - 2004年8月23日） | 製作局     |
| 北海道         | テレビ北海道   | テレビ東京系列 | 月曜 19:53 - 20:54 （2004年4月19日 - 2004年6月14日） 月曜 19:57 - 20:54 （2004年7月5日 - 2004年8月23日） | 同時ネット |
| 愛知県         | テレビ愛知     | テレビ東京系列 | 月曜 19:53 - 20:54 （2004年4月19日 - 2004年6月14日） 月曜 19:57 - 20:54 （2004年7月5日 - 2004年8月23日） | 同時ネット |
| 大阪府         | テレビ大阪     | テレビ東京系列 | 月曜 19:53 - 20:54 （2004年4月19日 - 2004年6月14日） 月曜 19:57 - 20:54 （2004年7月5日 - 2004年8月23日） | 同時ネット |
| 岡山県・香川県 | テレビせとうち | テレビ東京系列 | 月曜 19:53 - 20:54 （2004年4月19日 - 2004年6月14日） 月曜 19:57 - 20:54 （2004年7月5日 - 2004年8月23日） | 同時ネット |
| 福岡県         | TVQ九州放送    | テレビ東京系列 | 月曜 19:53 - 20:54 （2004年4月19日 - 2004年6月14日） 月曜 19:57 - 20:54 （2004年7月5日 - 2004年8月23日） | 同時ネット |
| 岐阜県         | 岐阜放送 (GBS) | 独立局         | 月曜 19:53 - 20:54 （2004年4月19日 - 2004年6月14日） 月曜 19:57 - 20:54 （2004年7月5日 - 2004年8月23日） | 同時ネット |
| 日本全域       | BSジャパン     | BSデジタル放送 | 金曜 19:53 - 20:55 （2004年4月23日 - 2004年6月18日） 金曜 19:57 - 20:55 （2004年7月以降）                | 4日遅れ    |